# Vina (Leskovac)
Pour les articles homonymes, voir Vina.
Vina (en serbe cyrillique : Вина) est un village de Serbie situé sur le territoire de la Ville de Leskovac, district de Jablanica. Au recensement de 2011, il comptait 201 habitants.

## Géographie
Vina est située sur les bords de la Veternica, un affluent gauche de la Južna Morava.

## Démographie
| 1948 | 1953 | 1961 | 1971 | 1981 | 1991 | 2002 | 2011 |
| ---- | ---- | ---- | ---- | ---- | ---- | ---- | ---- |
| 435  | 471  | 440  | 392  | 335  | 283  | 232  | 201  |

|  |